# آنتونی جفری
آنتونی جفری (انگلیسی: Anthony Jeffrey؛ زادهٔ ۳ اکتبر ۱۹۹۴) بازیکن فوتبال اهل بریتانیا است.
از باشگاه‌هایی که در آن بازی کرده‌است می‌توان به باشگاه فوتبال آرسنال، باشگاه فوتبال وایکام واندررز، باشگاه فوتبال استیونج، باشگاه فوتبال بورم‌وود، باشگاه فوتبال بورم‌وود، باشگاه فوتبال ولینگ یونایتد، باشگاه فوتبال کونکورد رانجرز، باشگاه فوتبال بورم‌وود، باشگاه فوتبال بورم‌وود، باشگاه فوتبال فارست گرین راورز، و باشگاه فوتبال بورم‌وود اشاره کرد.